# Kortemark
Kortemark (pronunciación: [ˈkɔrtəmɑrk]) es un municipio de la provincia belga de Flandes Occidental, en el Arrondissement de Dixmuda. A 1 de enero de 2018, Kortemark tenía una población total de 12.584 habitantes. Con una superficie total de 55.00 km², tiene una densidad de población de 228,8 hab/km².

## Geografía

### Secciones del municipio
El municipio comprende los antiguos municipios, que se fusionaron en 1977:
| - Kortemark - Handzame - Werken - Zarren |

## Demografía

### Evolución
Todos los datos históricos relativos al actual municipio, el siguiente gráfico refleja su evolución demográfica, incluyendo municipios después de efectuada la fusión el 1 de enero de 1977.
| Gráfica de evolución demográfica de Kortemark entre 1846 y 2020 |
|                                                                 |